# Afghan Premier League 2013
Die Roshan Afghan Premier League 2013 war die 2. Spielzeit der höchsten afghanischen Fußball-Spielklasse der Herren. Titelverteidiger war Tofan Harirod, Meister wurde Shaheen Asmayee nach einem 3:1-Sieg nach Verlängerung im Finale gegen Simorgh Alborz.
Die Saison begann am 22. August 2013 mit dem Spiel Tofan Harirod gegen De Spinghar Bazan (5:0) und endete mit dem Finale am 11. Oktober 2013.
Die höchsten Siege der Saison 2013 waren die 5:0-Siege von Tofan Harirod und Simorgh Alborz jeweils gegen De Spinghar Bazan am 22. August und 5. September. Die torreichste Begegnung der Saison war der 5:1-Sieg von Oqaban Hindukush gegen De Abasin Sape am 12. September.

## Modus
Die Afghan Premier League, die in der Vorsaison zum ersten Mal ausgetragen wurde, ist Nachfolgerin der Afghanistan Premier League.
Die Saison wurde in drei Runden ausgetragen. Um die Liga auszuweiten, wurden im Mai und Juni 2013 in der ersten Runde regionale Turniere ausgetragen, um die 18 Spieler für die acht Mannschaften zu ermitteln.

## Gruppenphase
Es gibt zwei Gruppen mit je vier Teilnehmern. Innerhalb jeder Gruppe spielt jede Mannschaft gegen jede andere Mannschaft. Die jeweils ersten beiden Mannschaften qualifizierten sich für das Halbfinale. Die Platzierung der Mannschaften in den Vorrundengruppen ergibt sich dabei in folgender Reihenfolge:
1. Anzahl Punkte (Sieg: 3 Punkte; Unentschieden: 1 Punkt; Niederlage: 0 Punkte),
2. bei Punktgleichheit Tordifferenz aus allen drei Spielen;
3. bei gleicher Tordifferenz die Anzahl der erzielten Tore aus allen drei Spielen;
4. bei gleicher Anzahl der erzielten Tore aus allen drei Spielen die Anzahl der Punkte im direkten Vergleich der punktgleichen Mannschaften;
5. bei gleicher Anzahl der Punkte im direkten Vergleich die Tordifferenz im direkten Vergleich;
6. bei gleicher Tordifferenz im direkten Vergleich die Anzahl der erzielten Tore im direkten Vergleich;
7. das Los.

### Gruppe A
| Pl. | Verein            | Sp. | S | U | N | Tore    | Diff. | Punkte |
| --- | ----------------- | --- | - | - | - | ------- | ----- | ------ |
| 1.  | Tofan Harirod     | 3   | 2 | 1 | 0 | 011:300 | +8    | 07     |
| 2.  | Simorgh Alborz    | 3   | 1 | 2 | 0 | 010:500 | +5    | 05     |
| 3.  | De Spinghar Bazan | 3   | 1 | 0 | 2 | 002:110 | −9    | 03     |
| 4.  | Mawjhai Amu       | 3   | 0 | 1 | 2 | 003:700 | −4    | 01     |

|                                              |   |                   |           |
| Do, 22. August 2013 um 16:00 Uhr in Kabul    |   |                   |           |
| Tofan Harirod                                | – | De Spinghar Bazan | 5:0 (3:0) |
| Do, 29. August 2013 um 16:00 Uhr in Kabul    |   |                   |           |
| Simorgh Alborz                               | – | Mawjhai Amu       | 2:2 (1:1) |
| Do, 5. September 2013 um 16:00 Uhr in Kabul  |   |                   |           |
| Simorgh Alborz                               | – | De Spinghar Bazan | 5:0 (2:0) |
| Fr, 13. September 2013 um 16:00 Uhr in Kabul |   |                   |           |
| Tofan Harirod                                | – | Mawjhai Amu       | 3:0 (1:0) |
| Do, 19. September 2013 um 16:00 Uhr in Kabul |   |                   |           |
| Tofan Harirod                                | – | Simorgh Alborz    | 3:3 (2:0) |
| Do, 26. September 2013 um 16:00 Uhr in Kabul |   |                   |           |
| Mawjhai Amu                                  | – | De Spinghar Bazan | 1:2 (1:0) |

### Gruppe B
| Pl. | Verein            | Sp. | S | U | N | Tore    | Diff. | Punkte |
| --- | ----------------- | --- | - | - | - | ------- | ----- | ------ |
| 1.  | Oqaban Hindukush  | 3   | 2 | 1 | 0 | 008:300 | +5    | 07     |
| 2.  | Shaheen Asmayee   | 3   | 2 | 1 | 0 | 004:100 | +3    | 07     |
| 3.  | De Abasin Sape    | 3   | 1 | 0 | 2 | 003:600 | −3    | 03     |
| 4.  | De Maiwand Atalan | 3   | 0 | 0 | 3 | 001:600 | −5    | 0      |

|                                              |   |                   |             |
| Fr, 23. August 2013 um 16:00 Uhr in Kabul    |   |                   |             |
| Shaheen Asmayee                              | – | Oqaban Hindukush  | 1:1 (1:1) 1 |
| Fr, 30. August 2013 um 16:00 Uhr in Kabul    |   |                   |             |
| De Maiwand Atalan                            | – | De Abasin Sape    | 0:2 (0:1)   |
| Fr, 6. September 2013 um 16:00 Uhr in Kabul  |   |                   |             |
| De Maiwand Atalan                            | – | Oqaban Hindukush  | 1:2 (1:2)   |
| Do, 12. September 2013 um 16:00 Uhr in Kabul |   |                   |             |
| De Abasin Sape                               | – | Oqaban Hindukush  | 1:5 (0:3)   |
| Fr, 20. September 2013 um 16:00 Uhr in Kabul |   |                   |             |
| Shaheen Asmayee                              | – | De Maiwand Atalan | 2:0 (0:0)   |
| Fr, 27. September 2013 um 16:00 Uhr in Kabul |   |                   |             |
| Shaheen Asmayee                              | – | De Abasin Sape    | 1:0 (0:0)   |

## Finalrunde

### Halbfinale
|                                            |   |                 |           |
| Do., 3. Oktober 2013 um 15:00 Uhr in Kabul |   |                 |           |
| Tofan Harirod                              | – | Shaheen Asmayee | 2:0 (1:0) |
| So., 6. Oktober 2013 um 14:30 Uhr in Kabul |   |                 |           |
| Shaheen Asmayee                            | – | Tofan Harirod   | 3:0 (1:0) |
| Gesamt                                     |   |                 |           |
| Tofan Harirod                              | – | Shaheen Asmayee | 2:3       |

|                                            |   |                  |                      |
| Fr., 4. Oktober 2013 um 15:00 Uhr in Kabul |   |                  |                      |
| Oqaban Hindukush                           | – | Simorgh Alborz   | 2:1 (1:0)            |
| Mo., 7. Oktober 2013 um 14:30 Uhr in Kabul |   |                  |                      |
| Simorgh Alborz                             | – | Oqaban Hindukush | 3:1 n. V. (2:1, 1:0) |
| Gesamt                                     |   |                  |                      |
| Oqaban Hindukush                           | – | Simorgh Alborz   | 3:4                  |

### Spiel um Platz 3
|                                        |   |                  |           |
| 10. Oktober 2013 um 14:00 Uhr in Kabul |   |                  |           |
| Tofan Harirod                          | – | Oqaban Hindukush | 4:0 (1:0) |

### Finale
|                                        |   |                |                      |
| 11. Oktober 2013 um 13:30 Uhr in Kabul |   |                |                      |
| Shaheen Asmayee                        | – | Simorgh Alborz | 3:1 n. V. (1:1, 0:0) |

## Torschützenliste
| Pl. | Name                  | Team             | Tore |
| --- | --------------------- | ---------------- | ---- |
| 01. | Hamidullah Karimi     | Tofan Harirod    | 07   |
| 01. | Hashmatullah Barekzai | Shaheen Asmayee  | 07   |
| 03. | Fayaz Azizi           | Simorgh Alborz   | 06   |
| 04. | Munirulhaq Nadim      | Simorgh Alborz   | 03   |
| 04. | Zmaray Salangi        | Oqaban Hindukush | 03   |
| 04. | Marouf Mohammadi      | Tofan Harirod    | 03   |

## Auszeichnungen

### Meister und Platzierte
Der Meister Shaheen Asmayee erhielt den Meisterpokal nach der Preisverleihung durch einen Vertreter der Afghan Premier League. Außerdem erhielten die Mannschaften der drei Erstplatzierten Shaheen Asmayee, Simorgh Alborz und Tofan Harirod Medaillen in Gold, Silber bzw. Bronze und 750.000, 500.000 bzw. 250.000 Afghani (umgerechnet ca. 3.600, 7.250 und 10.800 Euro).

### Spieler der Saison
Hashmatullah Barekzai wurde zum besten Spieler der Saison („Player of the Tournament“) ernannt und erhielt für diesen Preis 50.000 Afghani (ca. 724 Euro).

### Goldener Schuh
Hamidullah Karimi und Hashmatullah Barekazi erhielten den goldenen Schuh („Golden Boot“) und 50.000 Afghani Prämie (ca. 724 Euro), die sie sich teilten.
Zudem gab es diverse kleinere Preise u. a. für die Schiedsrichter.

## Endstand
→ Bei den Toren und Punkten ist die Finalrunde miteinbezogen. Siege nach Elfmeterschießen werden mit dem Endstand nach 120 Minuten bewertet.
| Pl. | Verein            | Sp. | S | U | N | Tore    | Diff. | Punkte |
| --- | ----------------- | --- | - | - | - | ------- | ----- | ------ |
| 1.  | Shaheen Asmayee   | 6   | 4 | 1 | 1 | 010:400 | +6    | 13     |
| 2.  | Simorgh Alborz    | 6   | 2 | 2 | 2 | 015:110 | +4    | 08     |
| 3.  | Tofan Harirod     | 6   | 4 | 1 | 1 | 017:600 | +11   | 13     |
| 4.  | Oqaban Hindukush  | 6   | 3 | 1 | 2 | 011:110 | ±0    | 10     |
| 5.  | De Abasin Sape    | 3   | 1 | 0 | 2 | 003:600 | −3    | 03     |
| 6.  | De Spinghar Bazan | 3   | 1 | 0 | 2 | 002:110 | −9    | 03     |
| 7.  | Mawjhai Amu       | 3   | 0 | 1 | 2 | 003:700 | −4    | 01     |
| 8.  | De Maiwand Atalan | 3   | 0 | 0 | 3 | 001:600 | −5    | 0      |

## Eingesetzte Schiedsrichter
| Name                    | Spiele | Bemerkungen         |
| ----------------------- | ------ | ------------------- |
| Halim Agha Sherzad      | 10     | Finalschiedsrichter |
| Bashir Ahmad Saadat     | 4      |                     |
| Mohammad Reza Mohammadi | 2      |                     |
| Ali Hussain Jafari      | 1      |                     |
| Fazil Baratyan          | 1      |                     |

## Sonstiges

### Skandale
Während des Spiels von De Maiwand Atalan gegen Oqaban Hindukush kam es in der 85. Minute des Spiels zu einem Eklat: Nach einem Foulspiel von Mohammad Younus Saberi am gegnerischen Stürmer erhielt der Verteidiger zunächst die gelbe Karte, kurz darauf allerdings die rote Karte. Saberi schlug den Schiedsrichter daraufhin ins Gesicht. Nach einer Auseinandersetzung, bei der Faiz Mohammad Faizi ebenfalls die rote Karte wegen Beleidigens sah, und nachdem der Schiedsrichterassistent mit Steinen beworfen wurde, wurde das Spiel abgebrochen und mit 2:1 für Oqaban Hindukush gewertet.
Vier Tage später wurden Younis, Faizi und Torwart Abdul Qayoom Sepand, ebenfalls wegen Schiedsrichterbeleidigung, vom Disziplinar-Komitee der AFF für jeweils zwei Jahre und De Maiwand Atalan-Trainer Mukhtar Raufi für vier Jahre vom Spielbetrieb ausgeschlossen.